# Zadoi

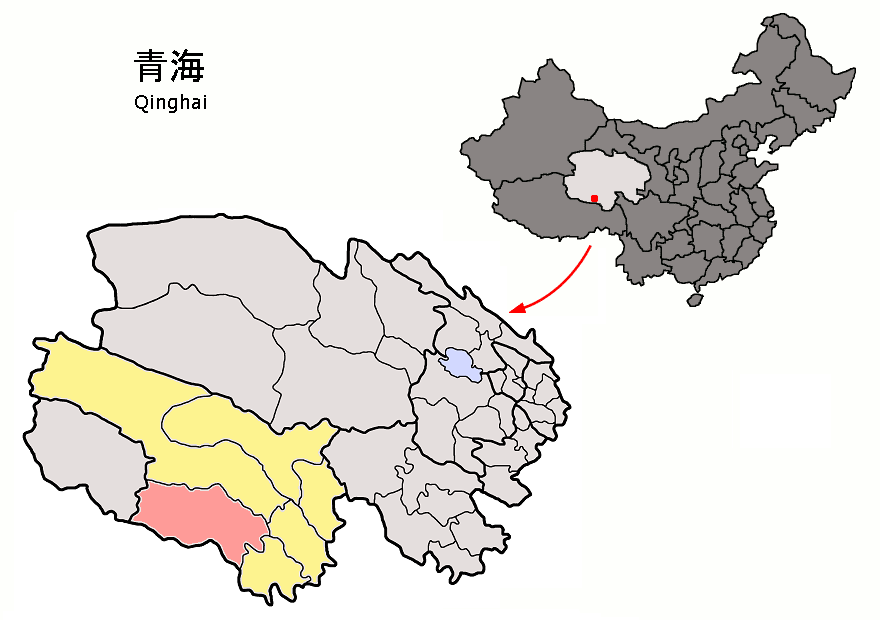
Lage von Zadoi (rosa) in Yushu (gelb)

Der Kreis Zadoi (tibetisch རྫ་སྟོད་རྫོང་, Umschrift nach Wylie rdza stod rdzong, auch Dzatö, chinesisch 杂多县, Pinyin Záduō Xiàn) ist ein Kreis der chinesischen Provinz Qinghai. Er gehört zum Verwaltungsgebiet des Autonomen Bezirks Yushu der Tibeter. Die Fläche beträgt 35.571 Quadratkilometer und die Einwohnerzahl 68.759 (Stand: Zensus 2020). 1999 zählte er 34.898 Einwohner. Sein Hauptort ist die Großgemeinde Qapugtang (tib.: bya phug thang, chin. 萨呼腾镇; Pinyin: Sàhūténg Zhèn).

## Administrative Gliederung
Auf Gemeindeebene setzt sich der Kreis aus einer Großgemeinde und sieben Gemeinden zusammen. Diese sind (Pinyin/chin.)
- Großgemeinde Sahuteng 萨呼腾镇

- Gemeinde Angsai 昴赛乡
- Gemeinde Zhaqing 扎青乡
- Gemeinde Sulu 苏鲁乡
- Gemeinde Aduo 阿多乡
- Gemeinde Chadan 查旦乡
- Gemeinde Moyun 莫云乡
- Gemeinde Jieduo 结多乡